# Yoma manusi
Yoma manusi är en fjärilsart som beskrevs av Rothschild 1915. Yoma manusi ingår i släktet Yoma och familjen praktfjärilar. Inga underarter finns listade i Catalogue of Life.